# Parafia Matki Bożej Królowej Polski w Strażowie
Parafia Matki Bożej Królowej Polski w Strażowie – parafia rzymskokatolicka znajdująca się w diecezji rzeszowskiej w dekanacie Rzeszów Wschód. Erygowana w 1950 roku.
Mieszkańcy parafii:
- mieszkańców - ok. 1800
- wiernych - ok. 1750
- innowierców - 6
- niewierzących - 11